# Пелагична зона
Пелагичната зона (или пелагиал; от гръцки: πέλαγος – „открито море“) представлява водната колона на открито море, която не се намира в непосредствена близост до дъното. Зоната може да се раздели на допълнителни подобласти. Пелагиалът може да се разглежда като въображаем цилиндър водна колона, който се разпростира от повърхността почти до дъното. Условията се променят с дълбочината, тъй като при по-голяма дълбочина налягането се покачва, температурата се понижава, а проникването на светлината е все по-малко.
Пелагичната зона заема 1,33 милиарда km3, има средна дълбочина 3,68 km и максимална дълбочина около 11 km. Рибите, живеещи в пелагиала, се наричат пелагични риби. Животът в пелагиала намалява с нарастване на дълбочината, тъй като зависи от интензитета на светлината, налягането, температурата, солеността и наличността на разтворени хранителни вещества и кислород. Тази зона на открития океан се откроява от крайбрежните води и тези на континенталния шелф, макар в определен контекст крайбрежните води, които не са близо до дъното, също да се считат за пелагична зона.
Под пелагичната зона, на самото океанско дъното, е разположена бенталната зона. В нея живеят дънни риби.

## Дълбочина и слоеве
Според дълбочината на водата, пелагичната зона може да се подраздели на още пет вертикални области в океана. От горе надолу те са:

### Епипелагична
От морското равнище до около 200 m дълбочина
Това е най-осветената област при повърхността на океана, където има достатъчна светлина за фотосинтеза. Почти всичката първична продукция в океана се случва именно тук. Следователно, тук се среща най-голямата концентрация на растения и животни в океана. Сред организмите, живеещи в тази област, са: планктон, риба тон, медузи, плаващите водорасли Sargassum и различни акули и делфини.

### Мезопелагична
От 200 m до 1000 m
Най-изобилстващите организми в тази зона са хетеротрофните бактерии. Примери за животни, които живеят тук, са: риба меч, калмари, Anarhichadidae и някои видове сепии. Много организми, живеещи в мезопелагиала, са биолуминесцентни. Някои от мезопелагичните животни изплуват към епипелагичната зона през нощта, за да се хранят.

### Батипелагична
От 1000 m до 4000 m
Името на тази зона произлиза от гръцкото βαθύς – „дълбоко“. На тази дълбочина океанът е непрогледно тъмен, с изключение на случайните проблясъци на биолуминесцентни организми, като например морски дяволи. Тук не виреят растения. Повечето животни в тази зона оцеляват като консумират детрит, падащ от зоните по-горе – феномен, познат под наименованието морски сняг. Други животни, като например тези от подсемейство Sternoptychinae, се хранят с други, по-малките животни в зоната. Други примери за обитатели на батипелагичната зона са гигантските калмари и родът Grimpoteuthis. Тук кашалотите могат да ловуват сепии.

### Абисопелагична
От 4000 m до океанското дъно
Името на тази зона произлиза от гръцкото ἄβυσσος – „бездънен“ (запазено от времената, когато дълбокият океан се е считал за бездънен). Много малко организми живеят при тези ниски температури, високо налягане и пълен мрак. Сред видовете, които се срещат тук, има някои калмари, бодлокожи (включително Euryalina), рода Scotoplanes и някои морски паяци. Много от видовете при тези дълбочини са прозрачни и нямат очи, поради пълната липса на светлина.

### Хадопелагична
Дълбоките води в океанските падини
Името на тази зона произлиза от подземното царство на Хадес. Много организми живеят около хидротермални комини в тази зона. Според някои определения, хадопелагичната зона обхваща дълбочините под 6000 m, независимо от това дали попадат в падина или не.

## Пелагична екосистема
Пелагичната екосистема се основава на фитопланктона. Фитопланктонът произвежда своя собствена храна, използвайки процеса на фотосинтеза. Тъй като се нуждае от светлина, той населява главно най-горната, епипелагична зона, която включва неритичната зона. Биоразнообразието намалява рязко в по-дълбоките слоеве под епипелагичната зона, тъй като съдържанието на кислород във водата намалява, водното налягане се повишава, температурата спада, а източниците на храна и светлина са оскъдни.

### Пелагични птици
Пелагичните птици, наричани също океански птици, живеят в открито море, вместо около водоеми, граничещи със суша. Пелагичните птици се хранят с ракообразни, калмари и дребни риби. Такива птици са: саждена рибарка, тъпоклюна кайра, Eudyptes chrysolophus и буревестникоподобни като албатросът. Терминът морски птици може да включва както птици, живеещи около морето близо до суша, така и пелагични птици.

### Пелагични риби
Пелагичните риби живеят във водната колона на крайбрежните, океанските и езерните води, но не в близост до морското или езерното дъно. Те могат да бъдат противопоставени на дънните риби и на рифовите риби, които живеят близо до дъното.
Пелагичните риби често биват миграционни и се хранят с планктон, а по-големите риби се хранят с по-малките. Примери за миграционни риби са: херинга, аншоа и мойва. По-големи пелагични риби са: марлини, акули и риба тон.

### Пелагични безгръбначни
Примери за пелагични безгръбначни организми са: крил, Copepoda, медузи, мамарците Hyperiidea, ротифери и водни бълхи. Счита се, че бенталните морски безгръбначни при малките географски ширини произвеждат по-голям брой яйца, развиващи се до широко разпръскващи се пелагични ларви, докато при големите географски ширини организмите произвеждат по-малки по-големи яйца с по-голямо потомство.

### Пелагични влечуги
Жълтокоремната морска змия, пелагична водна змия, е един от 65 вида морски змии, които прекарват целия си живот в пелагичната зона. Тя живее в морето, но е безпомощна на сушата. Видът понякога образува натрупвания от хиляди змии по повърхността на водата. Много видове морски костенурки прекарват първите години от живота си в пелагичната зона, придвижвайки се все по-близо към брега, докато достигат зрялост.